# Брага Рибейро, Лукас
Лу́кас Бра́га Рибе́йро (порт. Lucas Braga Ribeiro; род. 10 ноября 1996 года, Сан-Паулу) — бразильский футболист, фланговый нападающий «Сантоса».

## Биография
Лукас Брага довольно долгое время выступал за различные юношеские и молодёжные команды в Сан-Паулу. Только в 19 лет он успешно прошёл просмотр и попал в академию профессионального клуба «Ж. Малуселли». 30 марта 2017 года он дебютировал в основном составе «Ж. Малуселли» в гостевом матче чемпионата штата Парана против ПСТС. Его команда уступила со счётом 0:1.
Однако в клубе возникли проблемы в управлении, и поэтому Брага забрал все свои заработанные деньги и покинул команду, в поисках практики присоединившись к клубу третьего дивизиона чемпионата штата Парана «Бател», где вовсе не платили зарплату. Как только возникла возможность, Лукас подписал контракт с «Луверденсе», с которым в 2018 году играл в бразильской Серии C. Также на правах аренды играл за «Вилу-Нову» (Гояния) в Серии B.
В 2019 году права на Лукаса Брагу приобрёл «Сантос», однако игрок сразу же был отправлен в аренду в «Куябу», с которой выиграл Кубок Верди. В начале 2020 года на правах аренды стал играть за «Интернасьонал Лимейру». В начале августа вернулся в «Сантос». В основном составе «рыб» дебютировал 20 августа в гостевом матче Серии A против «Спорта» в Ресифи. Лукас Брага вышел на замену Каю Жорже на 63 минуте, и на 76 минуте отдал голевую передачу Мариньо. «Сантос» в итоге выиграл со счётом 1:0.
Лукас Брага помог своей команде добраться до финала Кубка Либертадорес 2020. В этом розыгрыше фланговый нападающий в девяти матчах отметился двумя забитыми голами.

## Титулы и достижения
- Обладатель Кубка Верди (1): 2019
- Финалист Кубка Либертадорес (1): 2020